# Kumatagi, Bijapur
Kumatagi là một làng thuộc tehsil Bijapur, huyện Bijapur, bang Karnataka, Ấn Độ.